# Chris Dickson
Pour les articles homonymes, voir Dickson.
Christopher Stuart Dickson, né le 3 novembre 1961 à Auckland, est un skipper néo-zélandais.

## Palmarès

### Jeux olympiques d'été
- 5e en Tornado lors des Jeux olympiques de 2000 à Sydney

### Coupe de l'América
- Finaliste de la Coupe Louis-Vuitton 2003 avec BMW Oracle Racing
- 3e de la Coupe Louis-Vuitton 1995 avec le défi néo-zélandais Tutukaka Challenge, sur Tag Heuer
- 3e de la Coupe Louis-Vuitton 1992 avec le défi japonais
- Finaliste de la Coupe Louis-Vuitton 1987 avec Kiwi Magic

### Autres
- Champion du Monde junior en dériveur : 1978, 1979 et 1980
- Quatre titres de champion du Monde en Maxi
- Vainqueur de 3 étapes lors de Whitbread 1993-94